# Numenes takamukui
Numenes takamukui är en fjärilsart som beskrevs av Matsumura 1927. Numenes takamukui ingår i släktet Numenes och familjen tofsspinnare. Inga underarter finns listade i Catalogue of Life.

## Bildgalleri

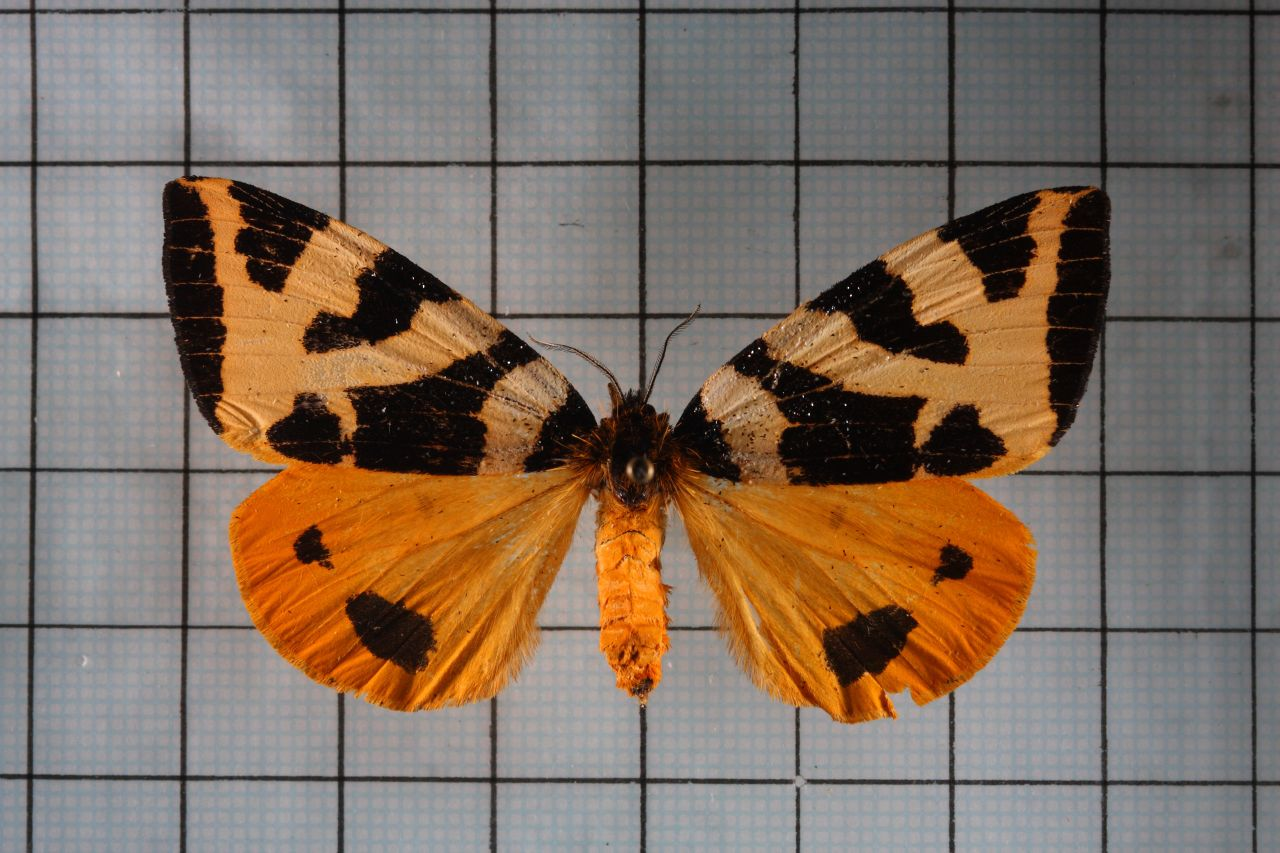
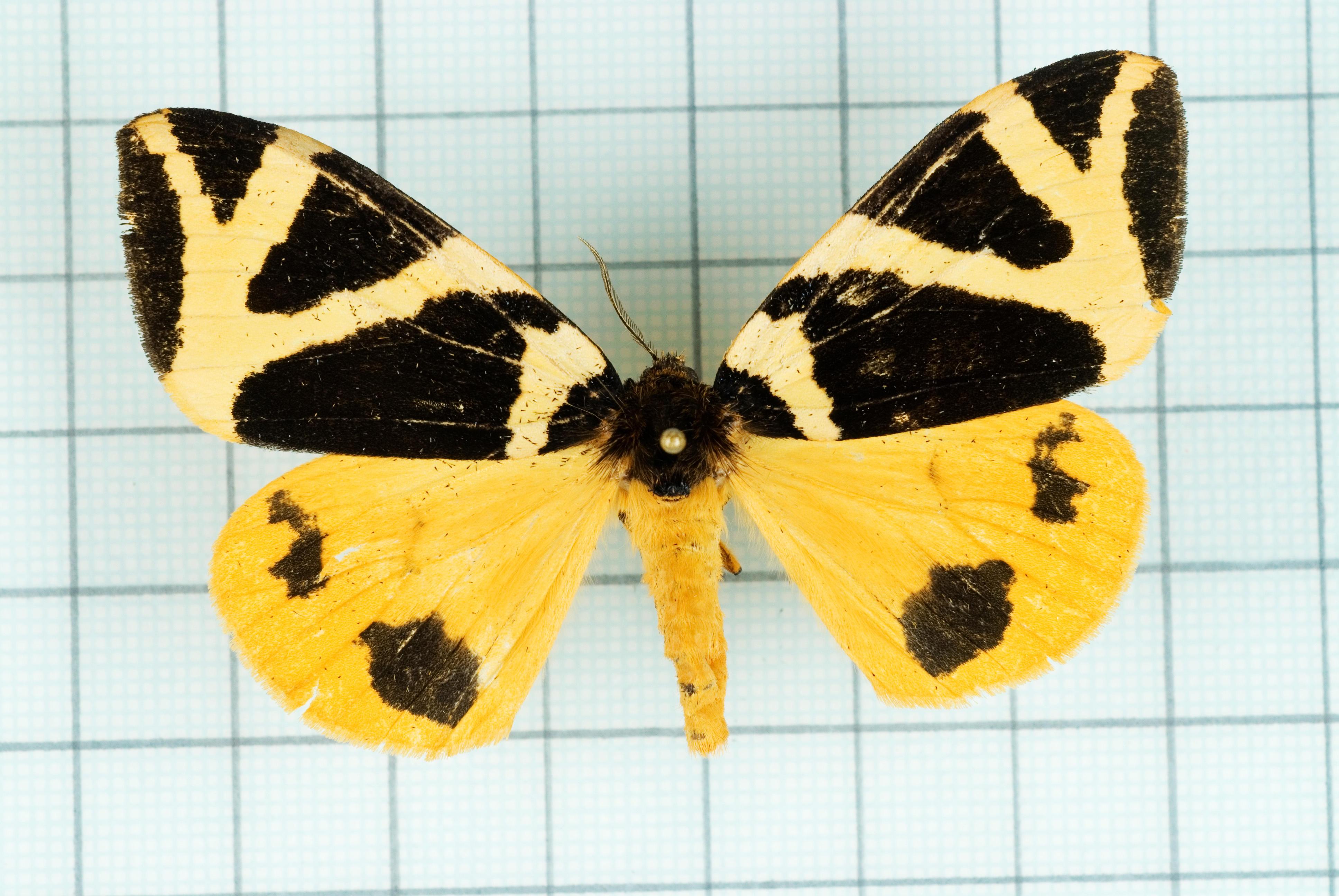